# Strada europea E48

La strada europea E48 è una strada lunga 366 km che collega Schweinfurt, in Germania, con Praga, in Repubblica Ceca.     

## Paragrafo
| E48 SCHWEINFURT-PRAGA |                 |                      |                  |                           |
| Stato                 | Tipologia       | Tratto               | Interconnessioni | Note                      |
| Germania              |                 | Schweinfurt-Werneck  | E45              |                           |
| Germania              |                 | Bayreuth-Kulmbach    | E51              |                           |
| Germania              |                 | Gössenreuth          | E51              |                           |
| Germania              | Marktredwitz    |                      |                  |                           |
| Germania              |                 | Schirnding           |                  | Confine di Stato/         |
| Repubblica Ceca       |                 | Pomesí nad Ohrí      |                  | Confine di Stato/         |
| Repubblica Ceca       |                 | Cheb                 | E49              |                           |
| Repubblica Ceca       | Šabina          |                      |                  |                           |
| Repubblica Ceca       | Nové Sedlo      |                      |                  |                           |
| Repubblica Ceca       |                 | Jenišov-Karlovy Vary | E49              |                           |
| Repubblica Ceca       | Karlovy Vary    |                      |                  |                           |
| Repubblica Ceca       | Nové Strašecí   |                      |                  |                           |
| Repubblica Ceca       |                 | Praga-Palouky        |                  | Aeroporto di Praga-Ruzyně |
| Repubblica Ceca       | Praga-Třebonice |                      |                  |                           |